# Fonte di Pantaneto
La fonte di Pantaneto, nota anche come fontana del Leocorno, è una fontana pubblica situata in via di Pantaneto a Siena.

## Storia
La fontana fu costruita nel 1457 con fondi comunali e su intercessione del priore della chiesa di San Martino. La prima fonte era costituita da una nicchia nel muro con una vasca. Nella nicchia era collocata una testa scolpita di una vecchia signora, chiamata la "vecchia di Pantaneto".
Nel 1807 l'aristocratico Vinceslao Malavolti, dopo aver ristrutturato il suo vicino palazzo Sozzini, commissionò all'architetto Serafino Belli l'ornamento della fontana. Belli elaborò un progetto in stile neoclassico con colonne doriche, vasca centrale e un gruppo scultoreo con Nettuno circondato da quattro tritoni, realizzato da Antonio Zini. Tuttavia, la fonte andò incontro a un progressivo degrado, e nel 1866 ne venne commissionato il rifacimento all'ingegnere Girolamo Tarducci da parte dell'amministrazione comunale, guidata dal sindaco Tiberio Sergardi.
Nel 1997 la Contrada del Leocorno fece ristrutturare la fontana secondo i disegni di Carlo Nepi, costituita da due vasche alimentate dalle corna di due moderne teste di unicorni in bronzo, fuse dallo scultore Francesco Carone.

## Descrizione
La fonte è costituita da due vasche con fontanella raffigurante la testa del leocorno, e da un cippo idraulico al centro della nicchia, sovrastato da un tondo centrale sulla parete circondato da colonne doriche. Sull'installazione centrale è affissa la balzana senese, insieme a una lapide che ricorda la ristrutturazione del 1866, che recita
| FONTEM · HVNC · AB · ANTIQVO · VIAE · NOMINE · VVLGO · DE · PANTANETO VARIIS · RESTAVRATVM · TEMPORIBVS COMVNE · SENENSE · RENOVARI · CVRAVIT · A: D: MDCCCLXVII · EQ · TIBERIO DE · SERGARDIS · SYND · |

Traduzione: «Questa fonte, nota fin dall'antichità con il nome popolare di via Pantaneto, restaurata in varie epoche, il Comune di Siena ne curò il rinnovamento nell'anno del Signore 1867. Cavaliere Tiberio de Sergardis, sindaco».